# Lophophora diffusa
Espèce
Classification phylogénétique
Statut de conservation UICN

 VU B1ab(v)+2ab(v) : Vulnérable
Statut CITES
Lophophora diffusa est une espèce de plantes du genre Lophophora, de la famille des Cactaceae.
Ce sont des plantes de couleur jaune-vert, avec des côtes et des sillons peu marqués. La racine en forme de tubercule n'est pas très profonde, mais large et plate. Les touffes de poils sont généralement répartis inégalement.
Les fleurs sont généralement blanchâtres à blanc jaunâtre. Lophophora diffusa se développe au sud du domaine des Lophophoras, dans l'État de Querétaro, au Mexique.
L’alcaloïde produit par Lophophora diffusa n'est pas la mescaline (psychotrope hallucinogène), mais la pellotine (psychoactif menant à des crises de délire).
Lophophora diffusa et Lophophora williamsii, sont l'un comme l'autre menacés par une ramassage abusif compte tenu de leur croissance très lente.

## Remarque
- Lophophora diffusa var. koehresii Riha et Lophophora diffusa subsp. viridescens Halda sont parfois considérés comme synonymes à Lophophora viridescens (Halda) Halda. Certains auteurs ne reconnaissent aucun des 3 taxons qu'ils placent comme synonymes de Lophophora diffusa (Croizat) Bravo.